# Vidreres
Vidreres è un comune spagnolo di 4 978 abitanti situato nella comunità autonoma della Catalogna.